# HD18410
GSC3701-181 є подвійною зорею, що знаходиться  у сузір'ї Персей.
Ця подвійна система має видиму зоряну величину в смузі V приблизно 8,6.
Вона розташована на відстані близько 3433,2 світлових років від Сонця.

## Подвійна зоря
Головна зоря цієї системи належить до хімічно пекулярних зір й має спектральний клас A2.
В той же час спектральний клас іншої компоненти залишається  ще не визначеним.

## Пекулярний хімічний вміст
Зоряна атмосфера GSC3701-181 має підвищений вміст 
Cr
.